# Les Quatre Arts
Les Quatre Arts (en russe : Четыре искусства) est un groupement d'artistes à Moscou et à Leningrad en URSS durant les années 1924 à 1931.

## Histoire
Ce groupement a été fondé par des artistes qui faisaient précédemment partie de Mir iskousstva et de la Rose bleue. Il se compose de peintres, de graphistes, de sculpteurs et d'architectes qui en général appartiennent à l'ancienne génération et sont d'un niveau professionnel élevé qui leur permet d'utiliser leur expérience acquise à une époque où se posent de nouveaux défis pour l'art et pour l'urbanisme. Il existait aussi en parallèle l' Association des artistes de la Russie révolutionnaire (acronyme cyrillique : АХРР), l'association OCT (association de peintres) (ru), et la Société des peintres de Moscou (ru)), qui se tournaient vers les problèmes de préservation de la culture et en particulier de la production littéraire et de la peinture.
Tous les artistes se différenciaient fort les uns des autres sur le plan artistique.
Le groupement organise des expositions fréquentes à Moscou (en 1925, 1926 et 1929) et à Leningrad en 1928. Il a finalement rejoint l'AKRR (en cyrillique : АХРР) c'est-à-dire l'Association des artistes de la Russie révolutionnaire
Les œuvres les plus connues sont: de Kouzma Petrov-Vodkine (Après la bataille, 1923 ; La Fille à la fenêtre, 1928 ; L'Alarme, 1935, La Mort du commissaire, 1928), de Pavel Kouznetsov (La Construction d'Erevan, 1931 ; Triage du coton, 1931 ; Traitement du tuf, 1931 ; Cueillette du thé, 1928).

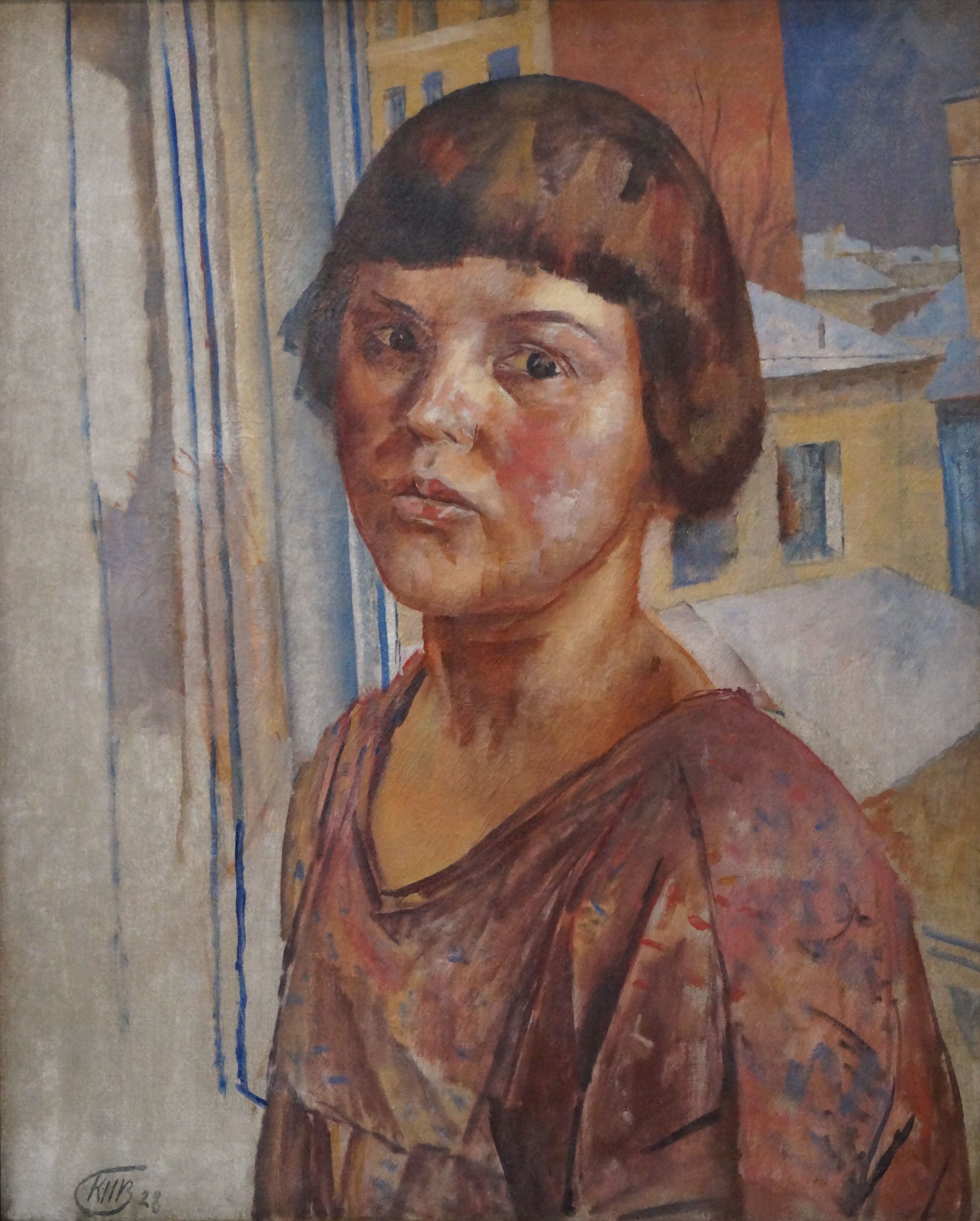
Kuzma Petrov-Vodkin (1878-1939), La Fille à la fenêtre, portrait d' Irina Mstislavsky (1928), Galerie Tretiakov
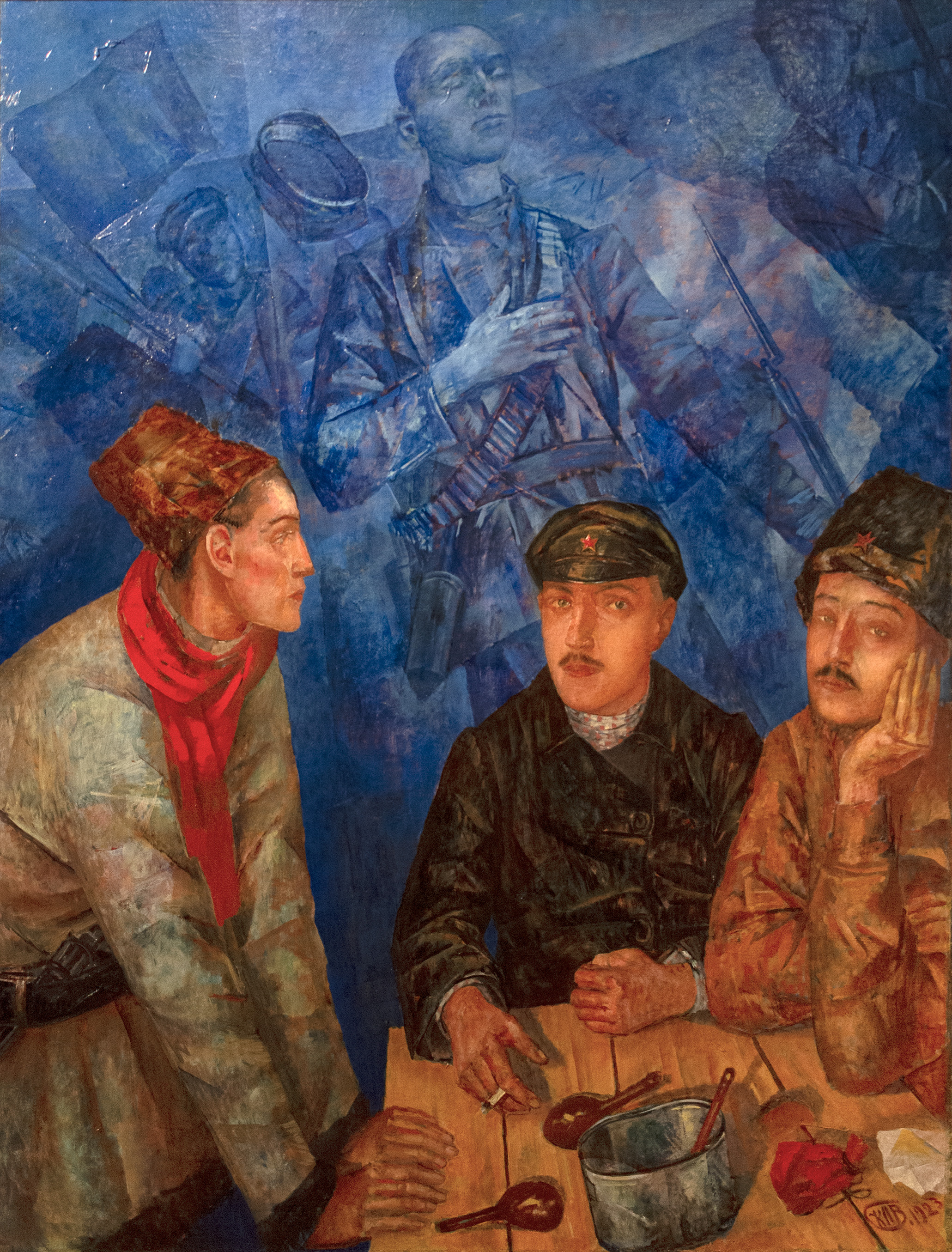
Après la bataille (Petrov-Vodkin, 1923) au Musée central des forces armées.
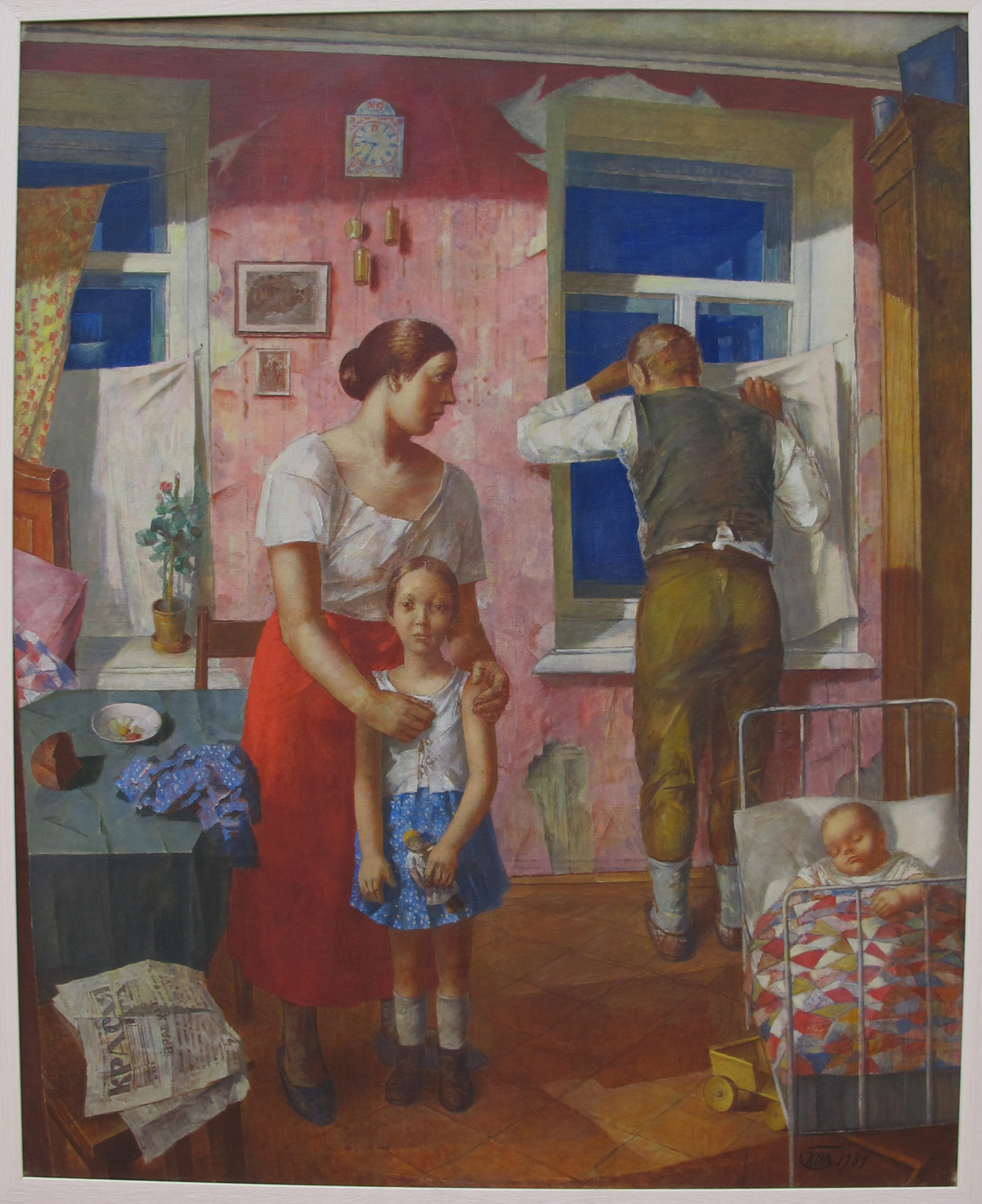
L'Alarme, 1919 et 1934 (Petrov-Vodkine)
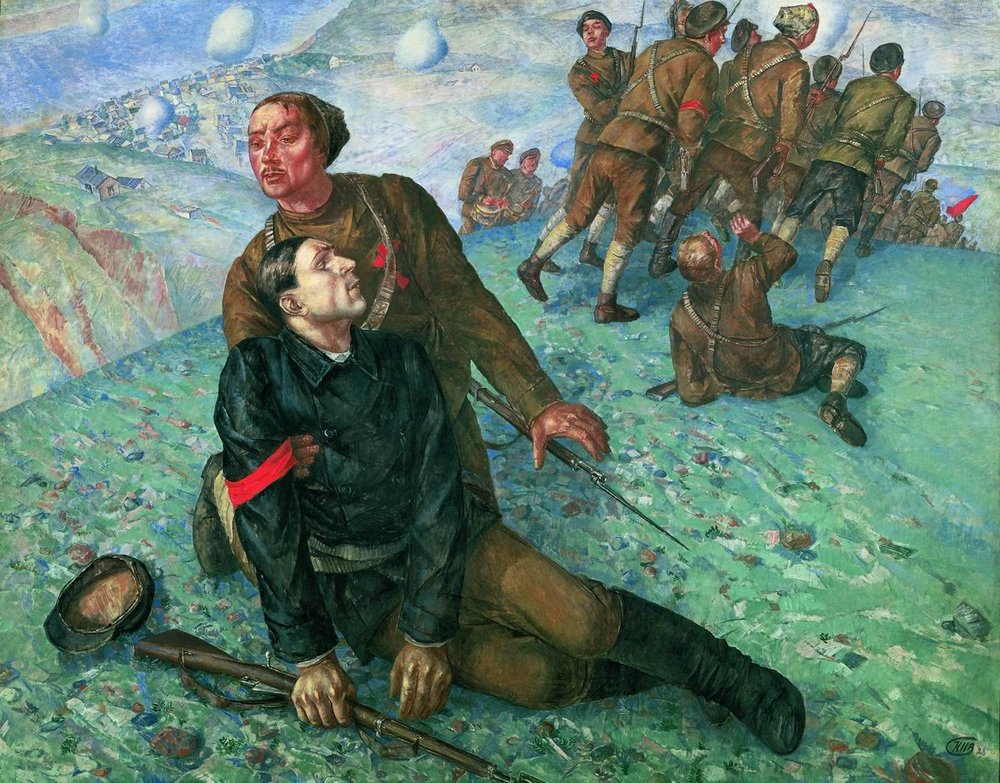
La Mort du commissaire (Petrov-Vodkine) (1928)

## Membres du groupement
Meer Alexandrov (ru), Pavel Basmanov (ru),
Lev Bruni, Ivan Efimov (en), Ivan Joltovski,
Constantin Istomine (ru), Alexeï Kravtchenko (peintre) (ru), Pavel Kouznetsov, Nikolaï Koupreianov (ru), Vladimir Lebedev,
Alexandre Matveev (ru), Alexandre Moguilevski (ru), Vera Moukhina, Ignati Nivinski, Nina Niss-Goldman (en), Anna Ostroumova-Lebedeva, Kouzma Petrov-Vodkine, Martiros Sarian, Nikolai Ulyanov (en)
Vladimir Favorsky (en), Alexeï Chtchoussev.